# 巴门

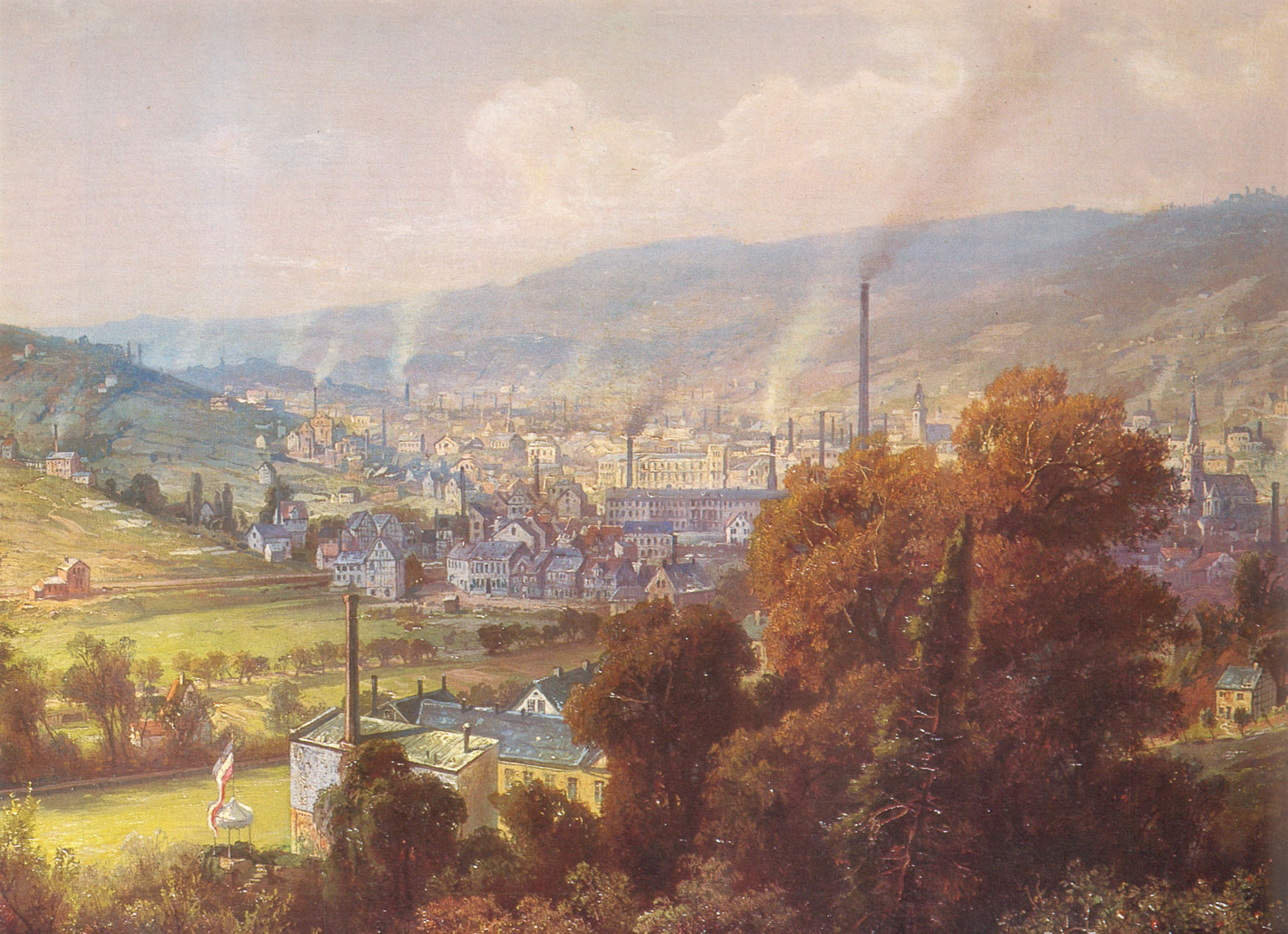
1870年的巴门，奥古斯特·冯·威勒绘

巴门（德語：Barmen）是德国贝吉舍斯兰地区的一个前工业城市。1929年，它与其他四个城镇合并为伍珀塔尔市。
巴门与邻近的埃尔伯费尔德镇共同建设了第一个电动悬挂单轨电车系统，即伍珀塔尔悬空缆车。
1820年，共产主义哲学家弗里德里希·恩格斯出生于巴门。